# Farul Constanța
Der FC Farul Constanța ist ein rumänischer Fußballverein aus Constanța. Er spielt seit 2021 in der höchsten rumänischen Fußballliga, der Liga I und konnte diese zum ersten Mal 2023 gewinnen. Der Verein hat außerdem eine Rugbyabteilung, die am European Rugby Champions Cup teilgenommen hat.

## Geschichte
Farul Constanța wurde im Jahr 1949 als Locomotiva Constanța gegründet, als die beiden Klubs Dezrobirea Constanța und PCA Constanța fusionierten. Locomotiva übernahm den Platz von PCA in der Divizia B, der zweithöchsten Spielklasse Rumäniens. In der Saison 1955 spielte Locomotiva erstmals in der Divizia A, stieg aber sofort wieder ab.
Im Jahr 1957 wurde das Farul-Stadion in Constanța gebaut. Daraufhin änderte der Verein 1958 seinen Namen in Farul Constanța (deutsch: Leuchtturm) und stieg im selben Jahr erneut in die Divizia A auf. In der Saison 1959/60 erreichte Farul mit dem 4. Platz seine bis heute beste Abschlussplatzierung. In der darauffolgenden Saison stieg die Mannschaft ab, schaffte 1962 aber den sofortigen Wiederaufstieg. In den 1960er-Jahren gelang Farul noch drei Mal eine Platzierung unter den besten 6: 1962/63, 1966/67 und 1969/70. 1966 erreichte Farul das Finale im Balkan-Cup für Vereinsmannschaften, verlor aber im Finale gegen Rapid Bukarest.
Im Jahr 1972 änderte der Verein seinen Namen in FC Constanța. Nach dem Abstieg 1978 spielte der FC Constanța zehn Jahre lang – abgesehen von einem zweijährigen Intermezzo von 1981 bis 1983 in der Divizia A – in der Divizia B. Erst 1988 gelang nach Änderung des Vereinsnamens in FC Farul Constanța der Aufstieg in die Divizia A.
Nach dem Abstieg 2000 folgte der sofortige Wiederaufstieg unter Trainer Petre Grigoraș, nachdem FCM Bacău in den Relegationsspielen bezwungen werden konnte. Im Jahr 2005 feierte Farul den größten Erfolg seiner Vereinsgeschichte: neben dem 5. Platz in der Divizia A erreichte die Mannschaft das rumänische Pokalfinale, verlor aber knapp gegen Dinamo Bukarest. Von 1958 bis zu seinem Abstieg nach der Saison 2008/09 trat der Verein insgesamt 39 Jahre in der höchsten rumänischen Spielklasse an.
Der Wiederaufstieg sollte mit dem neuen Geldgeber Giani Nedelcu und dem neuen Trainer Marius Șumudică, der am 6. Juli 2009 einen Zweijahresvertrag unterschrieb, in Angriff genommen werden. Eine erste Entlassung Șumudicăs nach der 1:4-Auswärtsniederlage am 3. Oktober 2009 gegen FC Botoșani wurde kurz darauf wieder zurückgenommen, doch nach der 0:1-Pleite am 14. November 2009 bei CSM Râmnicu Sărat musste der Trainer seinen Stuhl bei Farul endgültig räumen und wurde durch Gheorghe Butoiu ersetzt. Ende Dezember 2009 übernahm Ștefan Stoica das Traineramt, wurde aber bereits am 3. April 2010 wieder entlassen und erneut durch Interimstrainer Butoiu abgelöst. Zum Ende der Saison hatte Farul einen so hohen Schuldenberg aufgebaut, dass er kurz vor seiner Auflösung stand.
Im August 2010 konnte der 64-jährige Ioan Sdrobiș als Cheftrainer verpflichtet werden. Doch bereits fünf Monate später löste er am 22. Januar 2011 seinen Vertrag auf, da dem Verein die notwendige finanzielle Unterstützung fehlte, um die Spielergehälter zu bezahlen und eine schlagkräftige Mannschaft zusammenzustellen. Sein Nachfolger wurde bis zum Saisonende Gheorghe Butoiu, der bereits in der Vergangenheit als Interimstrainer eingesprungen war. Im Juni 2011 übergab Marian Diaconescu, der bisherige Vereinspräsident, sein Amt an den ehemaligen Schiedsrichter Marcel Lică, der dieses bereits zwischen 2002 und 2004 bekleidet hatte. Anfang Juli 2011 holte Giani Nedelcu, der Mäzen des Vereins, mit Marian Pană einen neuen Cheftrainer, der einen Einjahresvertrag unterschrieb, den Verein aber am 1. Dezember 2011 bereits wieder in Richtung CS Mioveni verließ. Am 9. Januar 2012 wurde Viorel Tănase, der drei Tage zuvor beim Ligakonkurrenten Dunărea Galați gekündigt hatte, als neuer Trainer vorgestellt.
Das 1957 errichtete Farul-Stadion wurde im Jahr 2023 abgerissen. Es ist geplant, auf dem Grundstück eine neue Spielstätte für den Verein zu errichten. Bis zur Eröffnung des neuen Stadions bestreitet Farul seine Heimspiele im Stadionul Central, Bestandteil der Fußballakademie Gheorghe Hagi in der Stadt Ovidiu, wo bis zur Fusion der beiden Vereine im Jahr 2021 der FC Viitorul Constanța beheimatet war.

## Erfolge
- Rumänischer Meister: 2022/23
- Rumänischer Pokalfinalist: 2004/05
- Finalist im Balkanpokal: 1966
- Finalist im UI-Cup: 2006

## Bekannte Spieler
- Denis Alibec
- Marian Aliuță
- Dumitru Antonescu
- Tudor Băluță
- Iosif Bükössy
- Gheorghe Butoiu
- Vasilică Cristocea
- George Curcă
- Petre Grigoraș
- Gheorghe Hagi
- Constantin Koszka
- Liviu Mihai
- Vasile Mănăilă
- Tibor Moldovan
- Cosmin Pașcovici
- Cristian Șchiopu
- Adrian Senin
- Marin Tufan
- Adrian Vlas
- Gabriel Vochin
- Dorel Zamfir
- Ianis Zicu

## Ehemalige Trainer
- Augustin Botescu (1960 bis 1962)
- Petre Steinbach (1962 bis 1964)
- Virgil Mărdărescu (1964 bis Sommer 1968)
- Robert Cosmoc (Sommer 1968 bis 1969)
- Bazil Marian (1969)
- Emanoil Hașoti (1970 bis 1975, 1980 bis 1983, 1988 bis 1989, 1990 bis 1991)
- Dumitru Antonescu (1983 bis 1985)
- Petre Grigoraș (bis 2002, 2004 bis November 2005)
- Viorel Hizo (2002 bis 2003)
- Marian Dinu (November 2005)
- Lucian Marinof (November 2005 bis Dezember 2005, 13. April 2009 bis Juni 2009)
- Wolfgang Frank (Januar 2006)
- Momčilo Vukotić (Anfang 2006 bis September 2006)
- Marin Ion (September 2006 bis November 2006, 26. November 2007 bis 13. April 2009)
- Basarab Panduru (November 2006 bis Juni 2007)
- Constantin Gache (11. Juni 2007 bis 26. November 2007)
- Marius Șumudică (6. Juli 2009 bis 14. November 2009)
- Gheorghe Butoiu (14. November 2009 bis Ende Dezember 2009, April 2010 bis August 2010, Januar 2011 bis Juli 2011)
- Ștefan Stoica (Ende Dezember 2009 bis 3. April 2010)
- Ioan Sdrobiș (August 2010 bis 22. Januar 2011)
- Marian Pană (Anfang Juli 2011 bis 1. Dezember 2011)
- Viorel Tănase (10. Januar 2012 bis April 2012)
- Ion Barbu (April 2012 bis September 2012)
- Alin Artimon (September 2012 bis April 2013)
- Ion Răuță (April 2013 bis November 2013)
- Ștefan Petcu (seit November 2013)